# Gobierno de Luis Herrera Campíns
El gobierno de Luis Herrera Campíns inició el 12 de marzo de 1979, cuando se juramentó como presidente de Venezuela de 1979 a 1984, resultando en la segunda y última vez que el partido democristiano Copei llegó a la presidencia. 
Al inicio del mandato de Herrera Campins, la economía venezolana estaba prosperando debido a los altos ingresos petroleros, sin embargo, enfrentó una alta deuda externa por los efectos del gasto del anterior presidente, Carlos Andrés Pérez. Cuando los precios del petróleo cayeron en 1983 comenzó una depresión económica, con el Viernes Negro.
A nivel legislativo, Copei estuvo empatado en el Senado con AD y fue la segunda fuerza en la Cámara de Diputados, por lo que Luis Herrera gobernó con minoría parlamentaria. Se impulsó una reforma del Código Civil.
Su política de seguridad se vio criticada por la masacre de Cantaura, con un saldo de 23 muertos.
A pesar de que durante su campaña se comprometió a reducir gastos, la política de infraestructura del gobierno de Herrera Campíns inauguró proyectos extravagantes como el Teatro Teresa Carreño y costosas obras públicas como el Metro de Caracas.
Respecto a su política en medios de comunicación, se prohibieron y suprimieron todos los anuncios audiovisuales de radio y televisión destinados a promover el consumo de cigarrillos y bebidas alcohólicas.
Su política exterior incluyó el apoyo diplomático a Argentina durante la guerra de las Malvinas, en 1982, así como el intento de entrar en el Movimiento de Países No Alineados, vetado por Guyana.

## Antecedentes

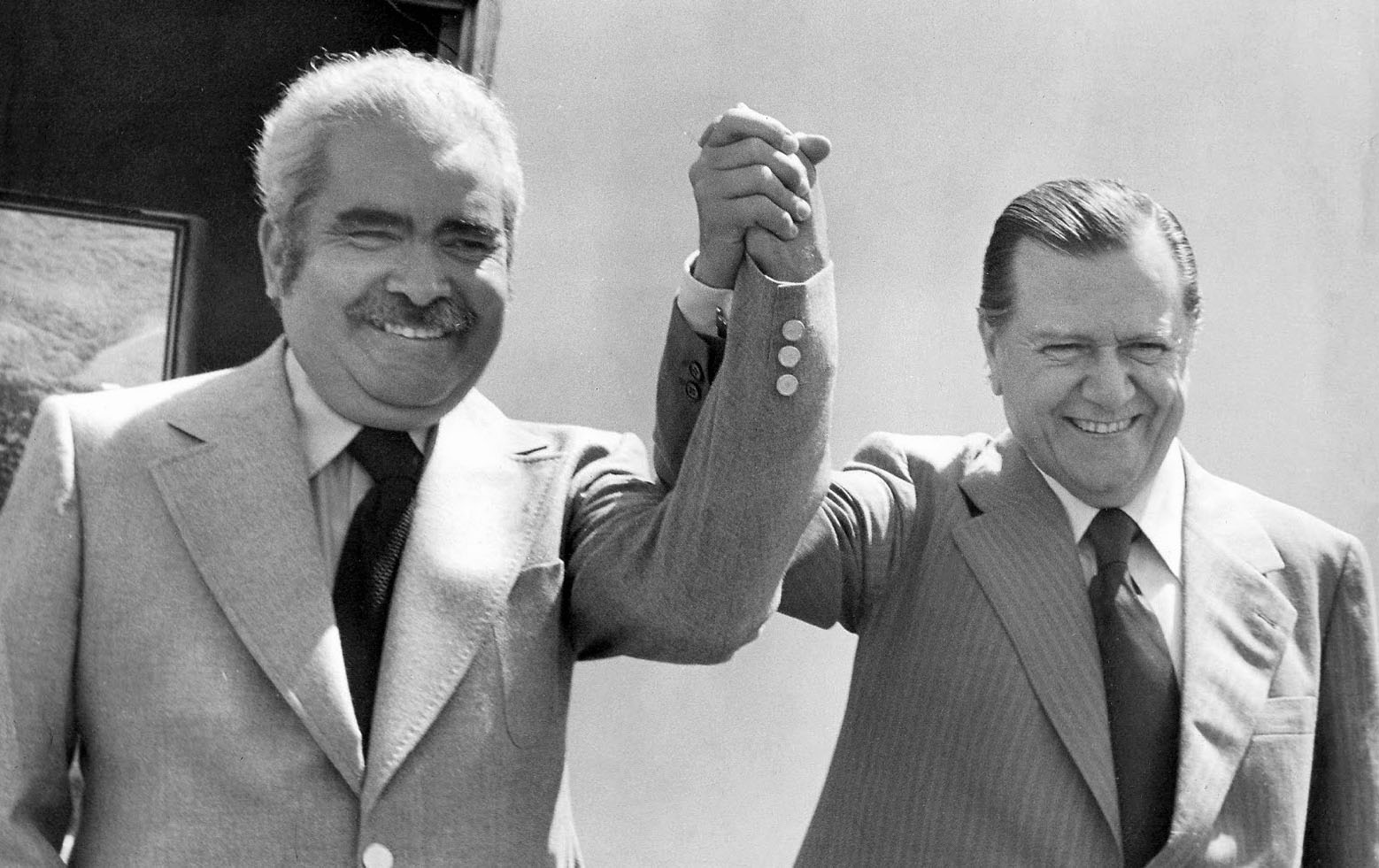
Luis Herrera Campíns y Rafael Caldera durante la campaña presidencial de 1978.

En la República de Venezuela, los presidentes y el Congreso fueron elegidos en la misma elección por períodos de cinco años. Antes de su elección, Herrera Campíns fundó el partido social-cristiano moderadamente conservador COPEI. En las elecciones de 1978, AD presentó a Luis Piñerúa Ordaz y COPEI seleccionó a Luis Herrera Campíns.
Algunos observadores creían que los venezolanos estaban listos para elegir un líder que se opusiera a los generosos gastos del predecesor Carlos Andrés Pérez. Herrera Campíns corrió con el lema «Basta!», en referencia a los niveles de gasto en ese momento. Los adecos estaban en una situación sin salida, desilusionados como estaban con Pérez y sin entusiasmo por Piñerúa, y Herrera derrotó a su adversario adeco por una votación de 1.133.059 a 1.053.137. Venezuela había demostrado una vez más que a nivel electoral era una democracia en funcionamiento.

## Asunción
El centro del mensaje inaugural de Herrera Campíns ante el Congreso el 12 de marzo de 1979 fue: 
Hoy en cambio me toca recibir una economía desajustada y con signos de graves desequilibrios estructurales y de presiones inflacionarias y especulativas, que han erosionado alarmantemente la capacidad adquisitiva de las clases medias y de los innumerables núcleos marginales del país. Recibo una Venezuela hipotecada.

## Gabinete
El gabinete de Luis Herrera Campíns estuvo conformado por figuras de distintos sectores políticos fuera de COPEI, entre ellas Manuel Quijada, un exconspirador antidemocrático.
Nombró al economista Leopoldo Díaz Bruzual para el Banco Central de Venezuela. Díaz Bruzual fue protegido y asesor de Reinaldo Cervini, un hombre muy rico que estuvo de por vida en Pro-Venezuela, una especie de instituto semioficial fundado para promover la industrialización venezolana.

## Política nacional

### Política legislativa

Composición de la Cámara de Diputados (1978-1983).

A nivel legislativo, Copei estuvo empatado en el Senado con AD y fue la segunda fuerza en la Cámara de Diputados, por lo que Luis Herrera gobernó con minoría parlamentaria. 

Composición del Senado (1978-1983): de verde Copei.

En 1982 se impulsó una reforma del Código Civil de Venezuela. Asimismo, se creó el Ministerio de Estado para el Desarrollo de la Inteligencia a cargo de Luis Alberto Machado.
El 16 de marzo de 1983 Luis Herrera Campíns promulga la Enmienda N° 2 a la Constitución Nacional, en la que se reforman los procedimientos electorales para los Concejos Municipales y Alcaldías, y traslada la fecha de toma de posesión del cargo de Presidente para el 2 de febrero.

### Política judicial
Desde el gobierno se realizaron esfuerzos para lograr la pacificación de grupos guerrilleros. En abril de 1979 el presidente Herrera decidió suspender los procesos de 20 detenidos que estaban siendo juzgados por rebelión. Meses después se retiraron las acusaciones en contra de Douglas Bravo, Carlos Betancourt, Fortunato Herrera y otros dirigentes.

### Política de defensa
En 1982 se llevó a cabo una operación militar contra un grupo de guerrilleros del Frente Guerrillero "Américo Silva" del partido Bandera Roja en las cercanías de la ciudad de Cantaura en el Estado Anzoátegui. El puesto guerrillero fue bombardeado dejando un saldo de 23 guerrilleros muertos en un hecho conocido como la Masacre de Cantaura.

### Política económica

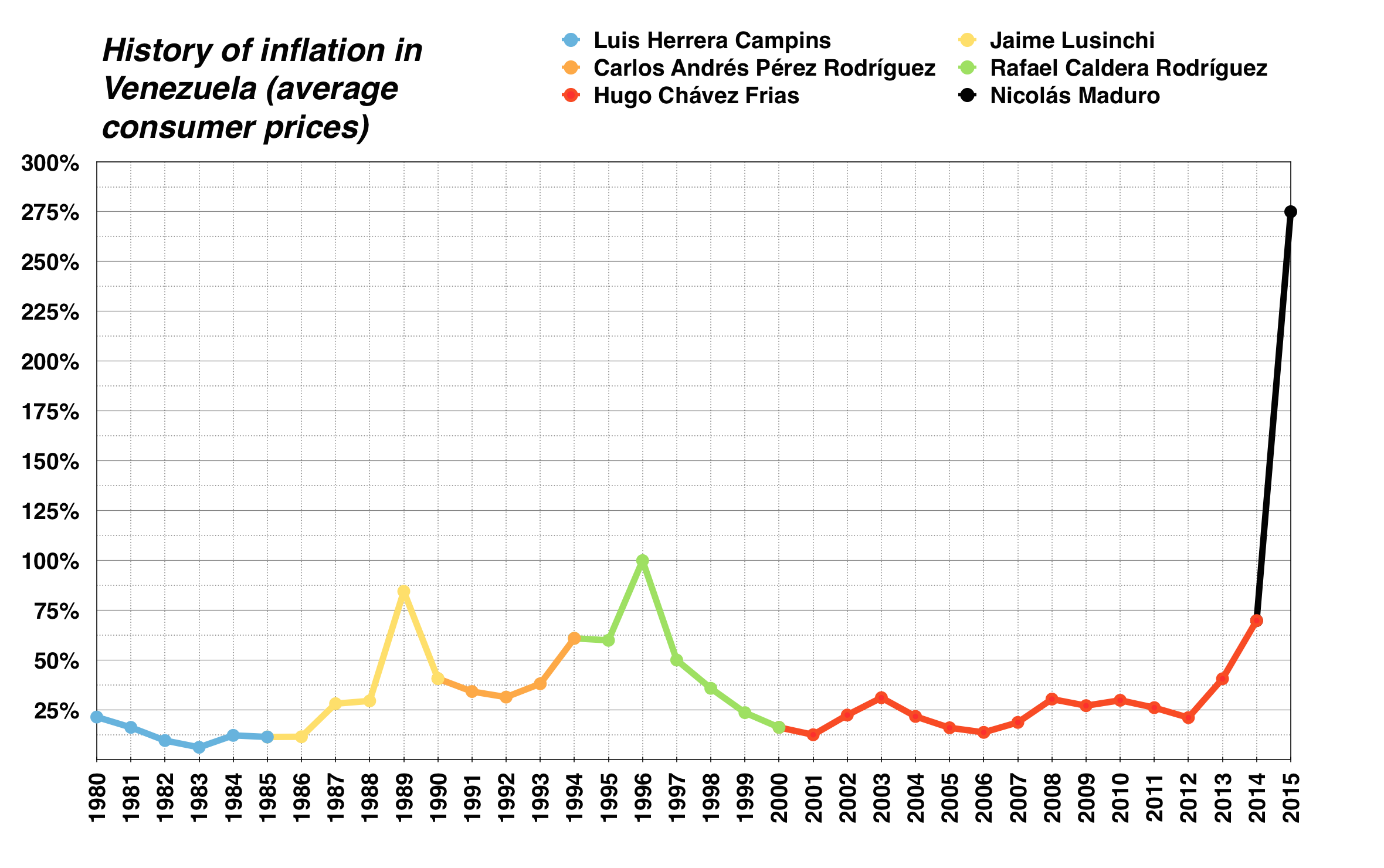
La inflación durante el gobierno de Luis Herrera entre 1980 y 1984 en color azul.

Cuando los dólares volvieron a inundar Venezuela, los economistas comenzaron a hablar de "sobrecalentamiento", aunque no estaba claro si sabían de lo que estaban hablando. Era una jerga pseudotécnica, pero Leopoldo Díaz Bruzual fue uno de los adherentes a esta idea, si no el economista que puso en marcha la pelota "sobrecalentada". En los Estados Unidos, el presidente Jimmy Carter estaba luchando contra las presiones inflacionarias y las tasas de interés allí, y en las naciones industrializadas en general, subieron a niveles inauditos. En Venezuela, un banco canadiense ofrecía intereses de hasta el 21%. Pero por la tesis del sobrecalentamiento, Díaz Bruzual aplicó una antigua ley según la cual los pagos de intereses superiores al 12% eran considerados usureros e ilegales. 

#### Viernes Negro
El descalabro entre el gasto público y los ingresos del Estado, añadido a las presiones para el pago de la deuda externa produjeron la devaluación de la moneda nacional, el bolívar. Desde el «Viernes Negro» en febrero de 1983, hasta fines del gobierno del presidente Herrera Campíns, la devaluación del bolívar (Bs. 4,30 por dólar) osciló entre Bs. 12 y Bs. 15 por dólar en el mercado libre.
Los dólares comenzaron a salir de Venezuela por miles de millones, y el banco central, que siempre había sido celoso de las reservas nacionales, se asustó por su creciente agotamiento, pero en lugar de contrarrestar con incentivos para revertir el flujo hacia el exterior, el bolívar se devaluó oficialmente en más de un 50% con respecto a su anterior 4,30 por dólar. El gobierno, en resumen, no iba a subsidiar el bolívar a su tasa anterior. Pero la medida alentó una nueva fuga masiva de dólares, y el gobierno impuso un control total de la moneda.

### Política comunicacional
El gobierno de Luis Herrera Campins autorizó la televisión a color en el país y el 1 de enero de 1981, se prohibieron y suprimieron todos los anuncios audiovisuales de radio y televisión destinados a promover el consumo de cigarrillos y bebidas alcohólicas. Los medios de comunicación más grandes del país vetaron al presidente Campins debido a esta última medida.

### Política en infraestructura

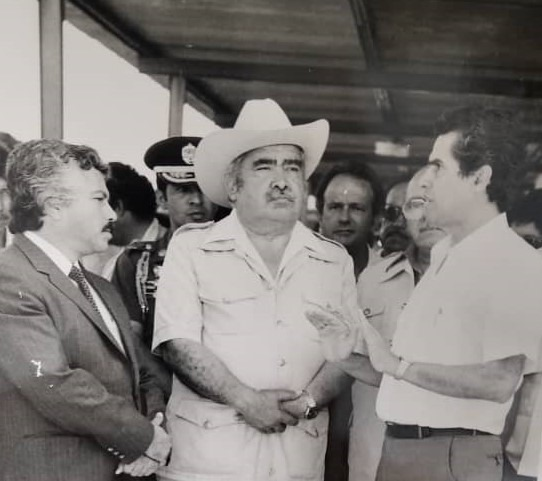
Inauguración del CAICET.

Entre las obras de su gobierno destacan la inauguración del Teatro Teresa Carreño, el complejo Parque Central, el Estadio Brígido Iriarte, el Monumento a la Virgen de la Paz y la Basílica Menor Santuario Nacional de Nuestra Señora de Coromoto. En febrero de 1983 se crea el Centro Amazónico de Investigación y Control de Enfermedades Tropicales Simón Bolívar (CAICET). En 1979 aprobó la ejecución del «Plan Ferrocarrilero Nacional» y comenzó el único tramo de este Plan que ha sido completado: el Caracas-Cúa. También inauguró la primera fase de línea 1 del Metro de Caracas el 2 de enero de 1983.

### Política en derechos humanos
El 29 de junio de 1979 fue liberado empresario estadounidense Willian Niehous, quien había sido secuestrado por guerrilleros tres años antes. Durante su rescate, según algunas versiones, fueron ejecutados por miembros de la PTJ dos de sus captores, quienes se habían entregado y estaban esposados.
Durante la masacre de Cantaura fueron asesinados 23 guerrilleros en una operación conjunta entre el ejército y la DISIP. Algunos de los guerrilleros muertos tenían tiros de gracia y fueron enterrados en una fosa común sin el consentimiento de los familiares. Ante la presión de los familiares y activistas se procedió a exhumar los restos y entregárselos a sus deudos.
Varias organizaciones, como el Comité Luto Activo, realizaron denuncias sobre el aumento de la violencia de los cuerpos de seguridad del Estado en el marco del Plan Unión, un programa de control del orden público. Se denunciaron casos de detenciones arbitrarias, allanamientos, abusos de autoridad y ejecuciones extrajudiciales.
En 1980 los prefectos de Caracas amenazaron con aplicar la Ley de Vagos y Maleantes y «mandar al Dorado a los homosexuales».En el marco del Plan Unión se desarrollaron acciones conocidas informalmente como «operativos mariposas». En estos los cuerpos policiales realizaban allanamientos en bares y lugares frecuentados por personas sexo diversas, generando detenciones arbitrarias y abusos contra la comunidad sumado a un tratamiento discriminatorio y amarillista desde los medios.
Por otra parte, activistas y organizaciones se dedicaron a informar de algunos casos de violaciones a los derechos humanos. Desde la década de 1980 el padre Acacio Belandria se dedicó a prestar apoyo a los desplazados por el conflicto interno colombiano, así como a denunciar la militarización de los pueblos fronterizos y los actos de grupos guerrilleros.Mientras que el Comité Haitiano-Venezolano de Defensa de los Derechos Humanos(CDDH) organizó una manifestación donde denunciaron la negativa de atender haitianos en Hospital General del Sur en Maracaibo.
En 1983 se publicó en la Gaceta Oficial un decreto que establecía iniciar programas de educación en derechos humanos en la educación secundaría, aunque este no fue puesto en práctica.

## Política exterior

Reunión de jefes de Estado en la cumbre «Norte-Sur» de Cancún, México, octubre 1981

Venezuela fue sede la los IX Juegos Panamericanos de 1983, además destacó el apoyo de Luis Herrera al dictador militar argentino Leopoldo Fortunato Galtieri durante la Guerra de las Malvinas, oficialmente, aunque no materialmente y respaldó diplomáticamente el movimiento argentino. Su apoyo a Argentina se produjo mientras afirmaba el antiguo reclamo de Venezuela sobre la Guyana Esequiba, una antigua colonia británica. En concordancia con esa posición en 1982 se decidió no renovar el Protocolo de Puerto España firmado con el Reino Unido y la entonces Guayana británica en 1970.
El 3 de agosto de 1982 su gobierno también reconoció a la República Árabe Saharaui Democrática como estado soberano en el Sáhara Occidental. En diciembre de 1982, PDVSA firmó un acuerdo de cooperación con la petrolera alemana VEBA para el establecimiento de una empresa mixta denominada Ruhr Oel GmbH. Este evento es considerado el inicio de la internacionalización de Petróleos de Venezuela.

### Planes
Luis Herrera Campíns intentó que Venezuela entrara en el Movimiento de Países No Alineados, pero fue vetado por Guyana.

## Oposición
Según El Nacional, en 1983 hubo 162 protestas en Venezuela.